# Peter Enckelman
Peter Enckelman (ur. 10 marca 1977 w Turku) – fiński piłkarz grający na pozycji bramkarza w St. Johnstone.
Karierę zaczynał w klubie ze swojego rodzinnego miasta, Turun Palloseura. W 1999 roku zainteresowała się nim Aston Villa i wkrótce Fin przeprowadził się na Wyspy. Zadebiutował w jej barwach 11 września 1999 roku w wygranym 3-1 meczu z Arsenalem Londyn. W 2003 roku przebywał na wypożyczeniu w Blackburn Rovers, a rok później podpisał z tą drużyną kontrakt. W styczniu 2008 roku Fin został wypożyczony do Cardiff City, gdzie w czasie czterech miesięcy wystąpił w 12 meczach. W lipcu Enckelman definitywnie przeszedł do Cardiff.
W sierpniu 2010 roku podpisał dwuletni kontrakt z St. Johnstone.
W reprezentacji zadebiutował w 2002 roku. Od tego czasu rozegrał w niej 12 spotkań. W kadrze Enckelman jest rezerwowym dla Antti Niemiego oraz Jussi Jääskeläinena.